# Stefanos Saráfis
Stefanos Saráfis, grški general, * 1890, † 1957.